# Michthyops arctica
Michthyops arctica is een aasgarnalensoort uit de familie van de Mysidae. De wetenschappelijke naam van de soort is voor het eerst geldig gepubliceerd in 1993 door Petryashov.